# 徐琪
徐琪，字花農，號俞樓、玉可，浙江仁和（今浙江省杭州市）人，清朝政治人物、進士出身。

## 生平
光緒六年，登進士，改庶吉士。后任翰林院編修、內閣學士。光緒十七年，任廣東學政，后稽派中書科事務。
师从俞樾，为其《茶香室經說》作序。